# Carlos Veras
José Carlos Veras dos Santos (Tabira, 10 de agosto de 1981) é um agricultor, sindicalista e político brasileiro, filiado ao Partido dos Trabalhadores (PT). É deputado federal pelo estado de Pernambuco.

## Biografia
Em 2018, deixou a presidência regional da Central Única dos Trabalhadores (CUT-PE) para disputar ao cargo de deputado federal pela primeira vez, sendo eleito com 72.005 votos.
Em 2022 foi reeleito deputado federal com 2,56% dos votos válidos.
Em fevereiro de 2025, foi eleito a primeira secretaria da Câmara dos Deputados.

## Desempenho em eleições
| Ano  | Eleição                | Partido | Cargo            | Votos           | Resultado  |
| ---- | ---------------------- | ------- | ---------------- | --------------- | ---------- |
| 2008 | Municipal de Tabira    | PT      | Prefeito         | 445 (3,03%)     | Não eleito |
| 2018 | Estadual em Pernambuco | PT      | Deputado federal | 72.005 (1,82%)  | Eleito     |
| 2022 | Estadual em Pernambuco | PT      | Deputado federal | 127.482 (2,56%) | Eleito     |